# 송병선 연재문집 목판
송병선 연재문집 목판(宋秉璿 淵齋文集 木板)은 대한민국 경상남도 거창군에 있는 목판이다.
1996년 3월 11일 경상남도의 유형문화재 제312호 연재송병선선생 문집책판으로 지정되었다가, 2018년 12월 20일 현재의 명칭으로 변경되었다.

## 개요
한말의 문신 송병선 선생의 문장·시·행장 등을 판각한 목판본으로 53권, 1942매로 구성되어 있다.

## 갤러리

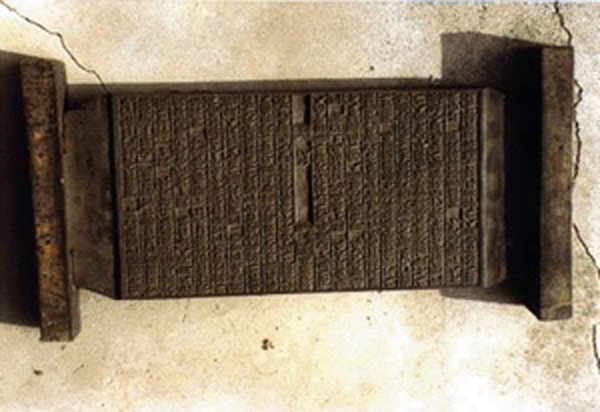
문집책판
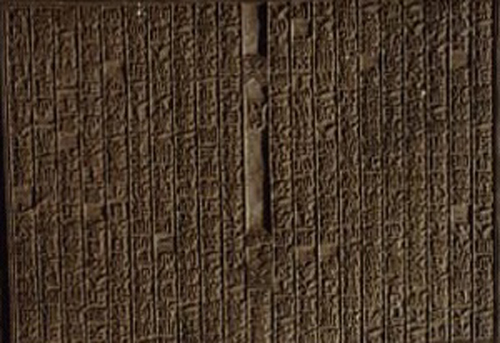
문집책판
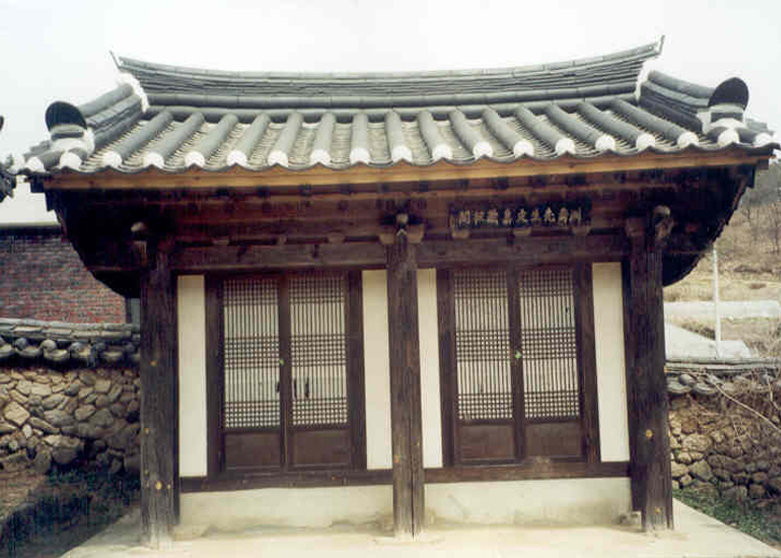
연재송병선선생문집책판장판각정면
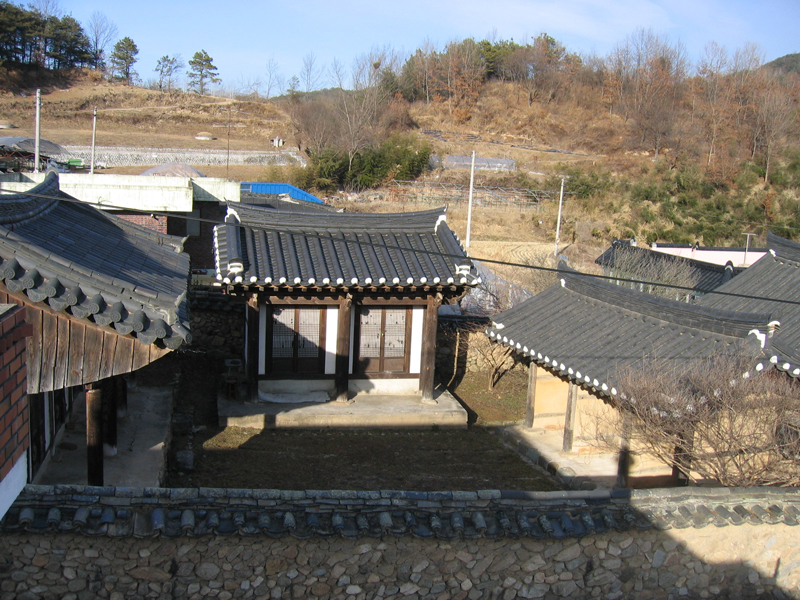
연재송병선선생문집책판장판각원경

## 같이 보기
- 송병선

## 참고 문헌
- 송병선 연재문집 목판 - 국가유산청 국가유산포털